# 小秋元隆輝
小秋元 隆輝（こあきもと たかてる、1913年9月14日 - 2004年12月20日）は、日本光学工業（後のニコン）の技術者。電気露出計や光電素子を研究、カメラ用検査機器を開発して、高性能で安定した品質のニコン製品の供給を実現した。

## 略歴
- 1913年 - 生まれる。
- 1936年 - 東北帝国大学（後の東北大学）理学部物理学科卒業。日本光学工業に入社する。
- 1954年 - 著書、「35mm精密カメラ」が発行される。
- 1967年 - 取締役カメラ事業部長。
- 1973年 - 常務取締役。
- 1977年 - 取締役副社長。
- 1979年 - 取締役社長。
- 1983年 - 相談役。
- 1984年 - 叙勲三等授旭日中綬章。
- 2004年 - 永眠。叙従四位。

## 主要著書
- 『35mm精密カメラ』（復刻版）1996年 朝日ソノラマ ISBN 9784257120148